# Monumento a Gabriel Miró

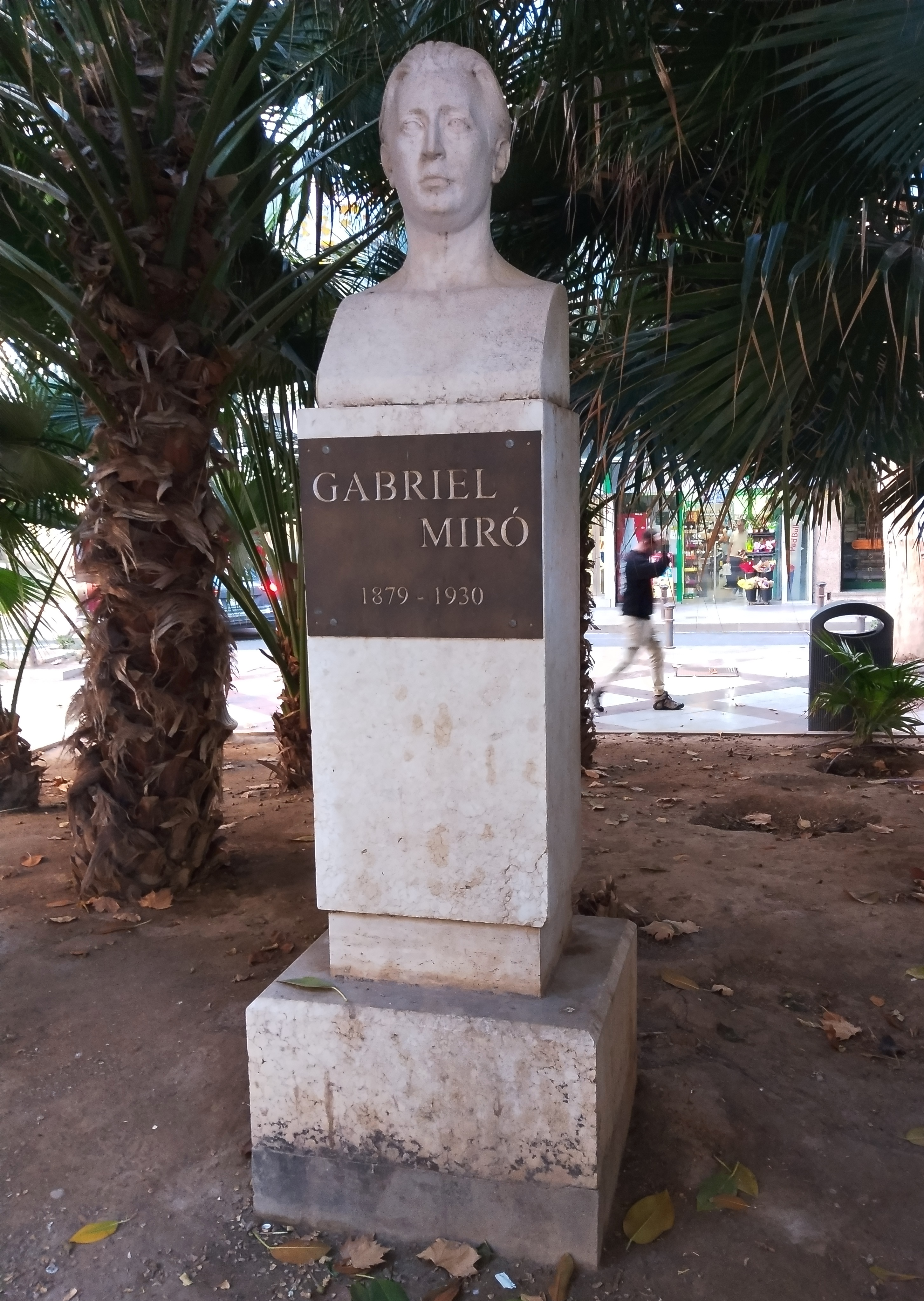
Monumento a Gabriel Miró

El monumento a Gabriel Miró es una escultura urbana ubicada en la plaza de Gabriel Miró de la ciudad de Alicante (España).
Es obra del escultor José Samper Ruiz y fue inaugurado en el año 1935. Está realizado en piedra caliza, y representa el busto del escritor alicantino Gabriel Miró, tal y como figura en la leyenda del pedestal.
Un año antes Samper había realizado el busto del periodista Félix Lorenzo Heliófilo que estuvo instalado a los pies del torreón del castillo de San Fernando. A día de hoy se encuentra en paradero desconocido, siendo por tanto el busto de Gabriel Miró la única obra de Samper que se conserva en la ciudad de Alicante.